# Xian de Zhangbei
Le xian de Zhangbei (chinois : 张北县 ; pinyin : zhāngběi xiàn) est un district administratif de la province du Hebei en Chine. Il est placé sous la juridiction de la ville-préfecture de Zhangjiakou.
C'était sous la République de Chine (1912-1949), la capitale du district spécial de Chahaer.

## Démographie
La population du district était de 370 882 habitants en 1999.